# Danylo Kozlov
Danylo Kozlov (in ucraino Данило Козлов?; Dnipropetrovs'k, 11 dicembre 1982) è un ex cestista ucraino.

## Carriera
Con l'Ucraina ha disputato i Campionati europei del 2011.